# انچنترس (کمیک)
اِنچنترس یا افسونگر (به انگلیسی: Enchantress) با نام اصلی جون مون، یک شخصیت خیالی ابرشرور در کتاب‌های کامیک آمریکایی منتشر شده توسط دی‌سی کامیکس است. شخصیت اِنچنترس توسط نویسنده باب هانی و طراح هاوارد پورسل خلق شده‌است؛ که برای اولین بار در شمارهٔ ۱۸۷ از مجموعه کمیک ماجراهای اسرارآمیز (آوریل ۱۹۶۶) حضور پیدا کرد. این شخصیت به صورت دوره‌ای نقش یک ضدقهرمان را ایفا می‌کند.
افسونگر جادوگری قدرتمند است که دارای توانایی بکارگیری انرژی جادویی با اثرات گوناگونی، از جمله شفا دادن، اجرای وهم و دورنوردی می‌باشد، و به‌طور مستقیم حتی هرگونه اشیاء غیر زنده‌ای را می‌تواند تحت تأثیر قرار دهد. او در پنجمین جلد از مجموعه کمیک جوخه انتحار حضور دارد که در آن نقش یکی از اعضای دوره‌ای گروه و مورد علاقه کیلر کراک است.
کارا دلوین نقش شخصیت افسونگر را در فیلم جوخه انتحار (۲۰۱۶) به کارگردانی دیوید آیر، که بخشی از دنیای توسعه‌یافته دی‌سی محسوب می‌شود، و سامانتا لیانا کول در مجموعه تلویزیونی افسانه‌های فردا که بخشی از ارو ورس به‌شمار می‌رود، ایفا کرده‌است.

## زندگینامه خیالی شخصیت
جون مون یک دختر نوجوان معمولی و یک هنرمند کارمزدی بود که به جشن لباس واقع در قلعه‌ای قدیمی و ترسناک دعوت شد، و به شکلی اتفاقی به تالاری اسرارآمیز برخورد می‌کند، مکانی که یک موجود جادویی ناشناخته (با نام Dzamor) قدرتش را برای نبرد با شیطانی حاضر در قلعه در اختیار او قرار داد. با گفتن کلمه «اِنچنترس»، جون به ساحره‌ای قدرتمند دارای توانایی‌های گسترده جادوگری تبدیل خواهد شد. پس از گفتن کلمه ظاهر او از جون با موهای بلوند، به شخصیت افسونگر با موهای مشکی و جامه‌ای منحصر به فرد تغییر کرد و در نهایت موجودی شبیه به مینوتور را شکست داد. Dzamor جون را از این مسئله آگاه ساخت، هنگامی که یک هم ترازی اخترشناسی با قمر ماه اتفاق بیفتد، افسونگر به قدرت‌های مورد نیاز برای رسیدن به هدفش خواهد رسید. اما متأسفانه زمانی که سوپرگرل مجبور به جابه‌جایی ماه شد، این رویداد هرگز برای افسونگر رخ نداد.
این فاجعه ضربه روحی شدیدی به افسونگر وارد نمود و باعث دیوانگی او شد و بدین سبب زندگی شیطانی را در پیش گرفت. اما در نهایت محبوس و زندانی شد و به او پیشنهاد پیوستن به گروه جوخه انتحار داده شد، و او نیز پذیرفت. جون مون تمایل داشت شخصیت افسونگر هر چه سریعتر وجودش را ترک کند، زیرا او به آرامی در حال تخریب زندگی معمولی‌اش بود و احساس می‌کرد پیوستن به جوخه خودکشی راه حلی برای این مسئله است. افسونگر همچنین دارای حالت مردبیزاری بود، نفرتی عمیق از مردان. در نهایت مشخص می‌شود که انچنترس در واقع روح خبیث و جنی به نام سوکوبوس است، و با اینکوبوس، برادر هم تیمی او، نایت‌شید مرتبط است. در ابتدا قرار بود نایت‌شید هویت سوکوبوس را به ارث ببرد، اما «Dzamor» سعی داشت تا از سوکوبوس به عنوان نیرویی برای اهداف نیک و خیر استفاده کند و بدین سبب آن را در شب جشن لباس در قلعهٔ قدیمی به جون مون بخشید. اما نایت‌شید بالاخره مالکیت سوکوبوس را بدست می‌گیرد و جون مون را بدون انچنترس رها می‌کند. جون بالاخره نیمهٔ شیطانی خود را از دست داده بود، اما از طرفی احساس پوچی می‌نمود. در واقع جون خواستار از دست دادن قدرت‌های انچنترس نبود و حتی برای بدست آوردن نیروی سابق خود سعی کرد با شلیک کردن به نایت‌شید، جانش را بگیرد.
اگرچه جون مون بی‌خبر از آنکه هنوز و تمام این مدت دارای قدرت افسونگر بود، در نهایت افسونگرِ نیمهٔ دیگر جون، توسط جادوگری قدرتمند به نام سباستین فاوست (شخصیتی بر اساس فاوست، در افسانه‌های آلمانی) جن‌گیری و کشته شد. اما او در حقیقت از بین نرفته بود و به موجود دیگری با نام آنیتا سول‌فیدا (یا آنیتا سولیتا) مبدل شده بود، یک سوکوبوس که با یک گروه مافیایی شیطانی برای ایجاد دروازه‌ای رو به جهنم به منظور احیای جادوگری دیوانه که قصد از بین بردن حیات در زمین را داشت، کار می‌کرد. هنگامی که آشکار شد آنیتا سول‌فیدا همان انچنترس است، او با جون مون یکی شد و به شخصیتی موقتی به نام «سُول‌سینگر» تبدیل گشت. سول‌سینگر پس از گذشت مدتی کوتاه محو شد، و انچنترس را به حال خود رها کرد.
زمانی که اسپکتر و اکلیپسو به دیوانگی مرگباری دچار شدند و با توجه به اعتقادهایشان نسبت به خدا، قصد از بین بردن تمام بکارگیران سحر و جادو را داشتند، انچنترس و دیگر اعضای گروه نگهبانان جادو برای متوقف ساختن آن‌ها به تیم شدوپکت پیوستند. انچنترس در این زمان در جنگل و زیر درختی دیده شده بود. او پس از اینکه اسپکتر قصد جان تمام جادوگران روی زمین را کرده بود و چیزی نزدیک به ۷۰۰ ساحره را کشته بود، توسط رگ‌من که خود احضار کرده بود از زیر زمینی واقع در جنگل پیدا شد. در آبلیویئن بار، رگ‌من و افسونگر قصد تشکیل گروهی برای مقابله با اسپکتر را داشتند. افسونگر با استفاده از جادو سعی کرد وارد ذهن اکلیپسو شود و در این کار موفق شد. او سپس برای یافتن رد جادوی اسپکتر به جنگل مه بازگشت و چیزی را که به دنبالش بود پیدا کرد. او رو به رگ‌من کرد و به او اسلحه‌ای داد که مخصوصاً برای از بین بردن سیستم دفاعی خودش جادو شده بود. او به رگ‌من گفت اگر بیش از اندازه از نیروی جادویی خود استفاده کند، تبدیل به موجودی شیطانی خواهد شد و در آن لحظه به شخصی نیاز دارد تا از این رویداد جلوگیری به عمل آورد. آن‌ها سپس توسط دورنوردی به مکان مبارزه اسپکتر و شزم نقل مکان کردند. در لحظه‌ای که تمامی افراد در حال نبرد با اکلیپسو بودند، افسونگر سعی در نفوذ به سرچشمه جریان جادوهای کاپیتان مارول داشت که نیروهای خود را از آن بدست می‌آورد. او با اضافه کردن قدرت جادوی خود به کاپیتان مارول، تمایل داشت او را برای مدت طولانی‌تری زنده نگاه دارد. سپس بلو دویل به او پیشنهاد داد قدرت تمامی موجودات جادویی بر روی کرهٔ زمین را از طریق خود به کاپیتان مارول هدایت کند، او نیز چنین کرد و موفق شد.

## توانایی‌ها و قدرت‌ها

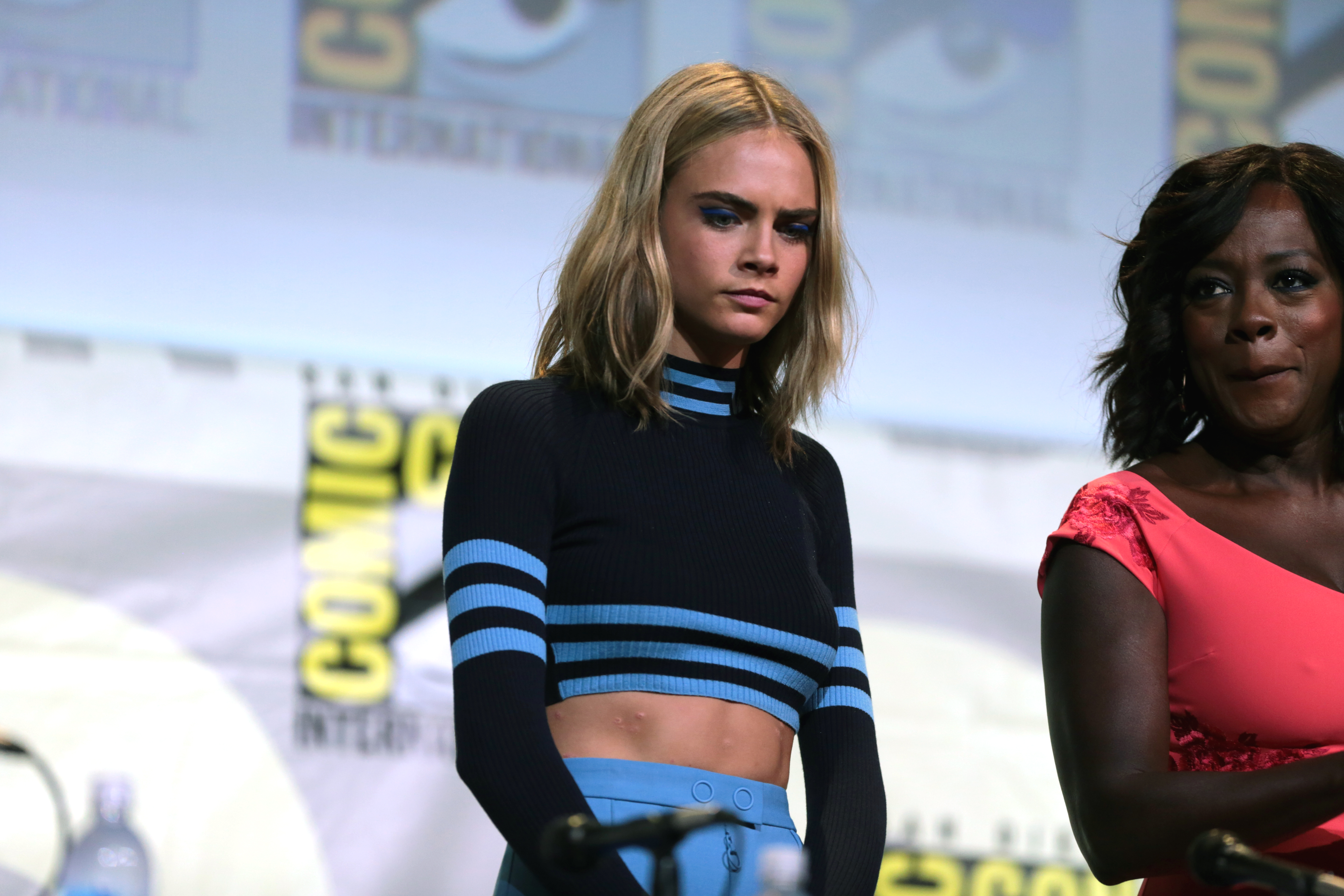
کارا دلوین بازیگر شخصین انچنترس

انچنترس جادوگری قدرتمند است که دارای توانایی بکارگیری انرژی جادویی با اثرات گوناگونی است. یکی از جنبه‌های منحصر به فرد قدرت او، میزان حساسیتش به سحر و جادو است. او قادر به ارتباط با ضمیر ناخودآگاه دیگر شخصیت شرور دنیای دی‌سی، اکلیپسو است که بوسیلهٔ این توانایی می‌تواند افکار اکلیپسو را به سایر افراد گروه انتقال دهد. انچنترس حتی قادر به دسترسی از فواصل بسیار دور به قدرت جادویی فردی دیگر است، به‌طور مثال او با هدایت قدرت تقریباً تمامی موجودات جادویی بر روی کرهٔ زمین از طریق خود به کاپیتان مارول در حین نبرد با اکلیپسو کمک نمود. او به راحتی قادر به پرواز و راه رفتن از میان دیوارها است. او همچنین دارای درجه‌ای از قدرت ابرانسانی، مقاومت در برابر آسیب و واکنش‌های سریع فراتر از یک انسان عادی است.
از قدرت‌های دیگر انچنترس توانایی پرواز در مسافت‌های طولانی است. او همچنین قادر به دورنوردی به مکان‌های دلخواه، درمان و شفا دادن، اجرای وهم و افسون است. او قادر به پیدا کردن تقریباً تمامی موجودات مرتبط با جادو در دنیای دی‌سی است. او به عنوان جون مون دورهٔ فراروان‌شناسی را آموزش دیده است.